# Inga portobellensis
Inga portobellensis é uma espécie vegetal da família Fabaceae.
Apenas pode ser encontrada no Panamá.